# Roberts Blossom
Roberts Scott Blossom (New Haven, Connecticut, 25 maart 1924 - Santa Monica, 8 juli 2011) was een Amerikaans acteur en dichter. Hij is bekend van zijn hoofdrol in Deranged uit 1974, maar had gedurende zijn carrière vooral kleinere rollen, zowel in films als in televisieseries.

## Biografie
In 1941 slaagde hij aan Asheville School om vervolgens te gaan studeren aan de Harvard-universiteit. In de jaren 50 had hij enkele theaterrollen, waarvoor hij vier keer een Obie Award won. Hij had zijn eerste filmrol in Our Town uit 1959, een film die was gebaseerd op het gelijknamige theaterstuk.
In de thriller Deranged (1974) had Blossom de hoofdrol als moordenaar Ezra Cobb. In het met twee Oscars bekroonde filmdrama The Great Gatsby (1974) was hij te zien als de vader van Robert Redford's personage. Voor zijn rol in de televisieserie Another World, waarin hij van 1976 tot 1977 speelde, ontving hij een Soapy Award. In 1990 was hij te zien in Home Alone, waarin hij als de oude sneeuwschepper Marley, hoofdpersoon Kevin (Macaulay Culkin) de stuipen op het lijf jaagt; de twee blijken elkaar aan het einde van de film een goede dienst te bewijzen. In de komedie Doc Hollywood (1991) speelde hij rechter Evans, die Dr. Benjamin Stone (Michael J. Fox) veroordeelt tot een werkstraf die hij in de stad voor lange tijd moet uitzitten. Dit was een van zijn laatste filmrollen. Daarna heeft hij nog enkele kleine optredens gehad in televisieseries, totdat hij in 1999, op 75-jarige leeftijd, zijn acteercarrière beëindigde.
Sinds zijn pensionering eind jaren 90 hield hij zich bezig met dichten. Op het laatst woonde hij in Berkeley, Californië. Blossom had twee kinderen. Hij overleed in 2011 op 87-jarige leeftijd.

## Filmografie
- 1959 - Our Town - Simon Stimson
- 1961 - The Sin of Jesus
- 1972 - Slaughterhouse-Five - Wild Bob Cody
- 1974 - Deranged - Ezra Cobb
- 1974 - The Great Gatsby - Mr. Gatz
- 1976 - Another World - Bert Ordway (1976-1977)
- 1977 - Close Encounters of the Third Kind - Boer
- 1979 - Escape from Alcatraz - Doc
- 1981 - Family Reunion - Phil King
- 1983 - Christine - George LeBay
- 1988 - The Last Temptation of Christ - Oude geleerde
- 1988 - Candy Mountain - Archie
- 1990 - Home Alone - Marley
- 1991 - Death Falls - Hals Johnson
- 1991 - Doc Hollywood - Rechter Evans
- 1995 - The Quick and the Dead - Doc Wallace
- 1997 - Chicago Hope: Hope Against Hope - William Kronk
- 1999 - Balloon Farm - Weasel Mayfield